# Paralacydes atropunctata
Paralacydes atropunctata là một loài bướm đêm thuộc phân họ Arctiinae, họ Erebidae.